# 1998 WW31
1998 WW31 är ett objekt i Kuiperbältet. Den upptäcktes den 18 november 1998 av den amerikanske astronomen Marc William Buie vid Kitt Peak-observatoriet.

## Måne
1998 WW31 var det första objektet i Kuiperbältet som man fann en måne hos sedan upptäckten av Charon i omloppsbana runt Pluto. Månen har beteckningen S/2000 (1998 WW31) 1. Månens diameter är bara ca 20 km mindre än huvudobjektet, vilket vilket vid upptäckten gjorde detta till det mest symmetriska paret i solsystemet. De kretsar kring varandra på ca 587 dygn med en medeldistans på 22 600 km. Deras kombinerade massa är 1/6 000 av vad Pluto-Charon systemet har.